# 2507 Bobone
2507 Bobone је астероид главног астероидног појаса чија средња удаљеност од Сунца износи 2,779 астрономских јединица (АЈ).
Апсолутна магнитуда астероида је 11,7.